# Lluís Vicens i Mestre
Lluís Vicens i Mestre (Barcelona?, 1904 - ciutat de Mèxic, 1983) fou un intel·lectual i llibreter català creador de la Filmoteca Colombiana.
Després de la seva infància i joventut a Catalunya s'instal·la en París, des d'on escriu cròniques sobre les estrenes cinematogràfiques de l'època. També participa en diverses activitats cinematogràfiques, reunions, i arriba a aparèixer com a figurant en la pel·lícula "Napoleó" (Abel Gance, 1927).
Probablement després de la Guerra Civil espanyola (1936-1939) o ja entrats els anys cinquanta es trasllada a Barranquilla o Bogotà on s'aparella amb Nancy Vicens i desenvolupa una tasca professional com a llibreter a Bogotà, al capdavant de la distribuïdora Interlibros. Al mateix temps apareix com a membre ocasional del Grup de Barranquilla i codirigeix el 1954, al costat d'Álvaro Cepeda Samudio, Enrique Grau Araújo i Gabriel García Márquez la pel·lícula "La Langosta azul". En aquest mateix any lidera la creació de la Filmoteca Colombiana. El 1962 participa al costat d'altres intel·lectuals colombians en la fotografia "La última cena", d'Hernán Díaz (fotògraf).
Al començament dels seixanta s'instal·la a ciutat de Mèxic, en el barri de Coyoacán, on torna a organitzar reunions i jornades cinematogràfiques, promou la revista "Nuevo cine" (1960-1961) i contribueix a crear la Cinemateca Luis Buñuel de la Casa de la Cultura de Puebla.
Va morir el 1983 a Mèxic DF.